# 安藤昇
安藤 昇（あんどう のぼる、1926年（大正15年）5月24日 - 2015年（平成27年）12月16日）は、日本の元ヤクザ、俳優、小説家、歌手、プロデューサー。東京府豊多摩郡（のちに東京市淀橋区）東大久保天神下（現・東京都新宿区新宿6丁目）出身。

## 来歴
サラリーマンの三男一女の長男として大久保天神下で生まれる。小学3年時に6年の番長を刺し学校を制圧。神奈川県川崎市立川崎中学校に進学するも喧嘩に明け暮れ、濡れ衣を着せられ、15歳で調布市の感化院に入れられる。旧制中学校時代は転校を繰り返し、父の満州転勤に伴い16歳のとき満州に渡り、奉天第一中学校に進学。同校退学後内地へ戻り、京王商業転入。不良学生を束ねて加納貢と意気投合し兄弟分になる。京王商業を退学になり、練馬区の智山中学校に転入。18歳のとき喧嘩で逮捕され多摩少年院に収監される。予科練の試験に合格し恩赦で少年院を退院。三重海軍航空隊に入隊後、海軍飛行予科練習生へ配属。19歳のとき特攻隊に志願し、1945年（昭和20年）6月、神奈川県久里浜の伏龍特攻隊に配属が叶う。伏龍は米軍の上陸艇を東京湾の入口で海底から棒付き機雷で突くという無茶な作戦。命の危険も伴う苛酷な訓練を受けるも、2ヶ月後に終戦となり、除隊。
復員後の1946年（昭和21年）、法政大学予科に入学。焼け跡の東京を徘徊し「セイガクヤクザ」と恐れられる。新宿でダンスパーティを開催し、ヤクザやテキヤと抗争を始める。翌1947年（昭和22年）、法政を学費未納で退学し、新宿三丁目で洋品店「ハリウッド」を経営。以降は万年東一のいる新宿を避け、渋谷を縄張りにし、新興著しい渋谷の盛り場を仕切って男を上げた。仲間と共に愚連隊（不良青少年グループ）を作る。
1952年（昭和27年）、愚連隊を発展させ、用心棒や賭博を手がける東興業（のちの「安藤組」）を設立。
安藤組は、従来の暴力団とは異なるファッショナブルなスタイル（背広の着用を推奨、刺青・指詰めの厳禁など）で、当時の若者から絶大な支持を集めた。最盛期には1000人を超える組員が在籍し、大学生や高校生の姿も珍しくなかった。安藤組の幹部には、同組織の回顧録『修羅場の人間学』（1993年には映画化もされた）を後年に執筆した森田雅や、本田靖春の小説『疵・花形敬とその時代』の主人公として知られる花形敬らがいる。また作家の安部譲二が安藤組に出入りしていた。
1954年（昭和29年）、万年東一からの依頼で横井英樹の白木屋乗っ取りに一役買う。
1958年（昭和33年）、横井英樹の債務取立てのトラブル処理を請け負うが、話し合いの席上における横井の態度に激怒した安藤が、組員へ横井襲撃を命じる（横井英樹襲撃事件）。恐喝などの容疑で安藤が逮捕され収監。
1963年（昭和38年）、安藤組組長代行・花形敬が東声会の刺客に殺される。
1965年（昭和40年）9月、6年間服役したのち出所し、12月安藤組は解散。同年12月自らの自叙伝を映画化した『血と掟』（松竹配給）に主演し映画俳優へ転向。同作品のヒットを受け、松竹と専属契約を結んだ（契約金2千万円、1本当たりの出演料が看板女優である岩下志麻を凌ぐ500万円）。出所後は東南アジアで事業をしようと考えていたが、役者の魅力にすっかりハマったといわれる。松竹の子会社であるCAGに所属するかたちで、11本の映画（ただし、2本は確認されていない）に出演。
1967年（昭和42年）、俊藤浩滋に誘われ東映に移籍。本来なら五社協定違反となる移籍だったが、映画界の慣習を認識していない安藤は、松竹に「（五社協定なんて）知らない」と言うと、それで通ってしまった。1967年、鶴田浩二、高倉健に伍して東映にて主演作が5本組まれたが、彼らに次ぐ東映の大看板には至らなかった（ちなみに次の看板スターは若山富三郎）。但し、東映時代の作品は東映実録路線の呼び水になったとする評価もあり、実際に岡田茂東映社長が実録映画の路線化を決めたのは『仁義なき戦い』と安藤の主演映画『やくざと抗争 実録安藤組』のヒットによるものといわれる。
精悍な顔立ち、左頬の傷痕や元ヤクザという凄みから、ヤクザものを中心に58本の映画へ主演し、人気を博した。松竹・日活・東映各社にて多くの主演作を持つ。自ら主題歌を歌い、いくつもレコードをリリースしている。1965年発売のデビュー曲『新宿無情』はテレビやラジオで放送禁止になるも、年内に20万枚を超える大ヒットとなった。俳優への転向後も暴力団関係者との交流は続き、友人がある一家の跡目を襲名した折には、記念に開かれた賭場へ顔を出し、後日警察に逮捕されている（安藤によれば、このとき警察から著書へのサインを依頼されたという）。
1976年（昭和51年）、唐十郎監督『任侠外伝 玄海灘』（唐プロ制作、ATG配給）の撮影で、マイナー映画をヒットさせようと宣伝のため、本物の拳銃を発砲し、拘留される。
1979年（昭和54年）、東映映画『総長の首』出演を最後に俳優を休業。以降はごく希に東映Vシネマへ客演するにとどまり、Vシネマのプロデュースおよび文筆活動に勤しんだ。
2015年（平成27年）12月16日午後6時57分、肺炎のため都内の病院で死去。89歳没。
2016年（平成28年）2月28日、発起人である佐藤純彌、降旗康男、中島貞夫、梅宮辰夫、村上弘明、吉田達、三田佳子、岩城滉一、堀田眞三、梶間俊一により「安藤昇 お別れの会」が東京・青山葬儀所で行われた。映画関係者およびファンを含む約700人が参列し、「新宿無常」「旅傘道中」「惜別の唄」など安藤昇の楽曲をBGMに会は進行。黙とう後、実行委員長である海老澤信が挨拶し、中島貞夫と堀田眞三が弔辞を述べ、梅宮辰夫が献酒を務めた。取材に応じるとみられた梅宮は、体調不良により焼香後に会場をあとにした。北島三郎、村上弘明、岩城滉一は囲み取材にて安藤昇との思い出を振り返った。墓所は杉並区永福町の永福寺にある。

## 家族
- 父方祖父・安藤鈴吉 ‐ 材木屋を営み、道楽者だった[34]。
- 母方祖父・山田興松（?-1941） ‐ 実業家。父親は山田里治、母親は上諏訪の遊郭の一人娘で、東京に駆け落ちして興松を儲けた[35]。興松は台湾自生の樹皮を使った水中花を考案し、長女夫婦にニューヨーク店を開かせるまでになったが、やはり道楽者として花柳界でも名が知られた[34]。造花技術を教える日本美術女学校を開いて校主を務め[36]、教え子にはサンフランシスコで日本式造花の店を開いた池田とく子などもいた[35]。1905年には植物の色を変色させずに固まらす植物涸製法なる特許を取得している[35]。
- 父・安藤栄次郎 ‐ 鈴吉の養子[37]。横浜ゴム勤務のサラリーマンで、昇が旧制川崎中学在学中の1939年頃に奉天支社に異動、昇は東大久保の母方の実家に預けられ、転校を繰り返しながら不良行動が激化していく[38]。
- 母・チエ（智恵・千恵) ‐ 興松の三女。
- 伯母・八重 ‐ 興松の長女。山口県徳山の造り酒屋の三男と1925年に結婚し、夫の起業に伴い渡米したが、帰国後の1934年に離婚し、京橋区木挽町（現・銀座二丁目）で旅館経営[39]。孫に吉見俊哉 がいる[37]。

## エピソード
愚連隊となった当初は新宿で勢力拡大を試みたが、敗戦直後の新宿は古豪と新興勢力がひしめきあう激戦区だったことから渋谷へ転進。当時の渋谷は、渋谷駅を世田谷方面からのターミナル駅として利用する学生が集まる、いわば”子どもの町”であった。そのためか、1950年代半ばまで警察が飲食店での揉め事に関知しない「無警察地帯」であったとされ、そこに目をつけたと思われる。
トレードマークでもある左頬の傷は、1949年（昭和24年）に台湾人の蔡という人物につけられたもの。春の夕暮れどき、銀座・並木通りとみゆき通りの交差点付近で蔡が言いがかりをつけ、喧嘩に発展する様相となったが「待ってくれ!上着を脱ぐから」と言うので律儀に従ったところ、上着に隠していた短刀(長匕首）で切り付けられたときの傷。
作家・作詞家の山口洋子とは、ヤクザ時代から深い関わりがあった。横井英樹襲撃事件にて、安藤が警察から指名手配を受けた際には山口の住むアパートへ一時匿まっている。山口は「女っていうより安藤組の組員の末席をけがしているというつもりでいましたから」と述懐しており、安藤が俳優転身後も長きに渡り交友関係が続いた。
映画『網走番外地 吹雪の斗争』への出演時、監督である石井輝男に無断で撮影現場を離れ帰ったことがある。石井は含むところもなく、これ以降の映画でも安藤と仕事をしている。
出演作品はもっぱら映画だったが、1970年（昭和45年）にはテレビ時代劇『新・三匹の侍』の主演を務めた。同作品で監督を務めた五社英雄とは互いに義兄弟と認めた間柄だった。五社は自身の監督作品へ安藤の出演を打診しており、映画『暴力街』（1974年＜昭和49年＞、東映配給）にて江川紘一役で安藤が主役を務めている。
唐十郎監督映画『仁侠外伝 玄界灘』撮影中に本物の拳銃を使い、監督とともに小田原署に逮捕される。安藤によればこれは宣伝のためで、捕まることが前提であったという。撮影現場には新聞記者も呼んでいた。
安藤は俳優として人気・実力を兼ね備えていたが、出演数が激減したことには理由がある。撮影中のカメラリハーサルにおける拳銃を撃つシーンで、「バン!バン!」と銃を撃つ声を自ら出さなければならなかった。それを偶然知人に見られてしまい、そのときの恥ずかしい思いがきっかけと言われている。
安藤本人と安藤組には数々の逸話・武勇伝があり、現在でも小説やVシネマの題材としてたびたび取り上げられている。
本記事では便宜上、ヤクザとして扱ったが、安藤には博徒や的屋と認められる組織の所属歴がないため、安藤ならびに安藤組は法的には愚連隊（青少年不良団）と称するのが正しく、警察関係の資料でもそう扱われている。ちなみに警視庁に保管されている安藤組の構成員名簿では、五十音順で整理されている関係で、安部譲二（本名・安部直也）の名前が安藤に続いて2番目に位置している。
野球評論家の関根潤三や元西武ライオンズ監督の根本陸夫は大学の同級生であり、かつては渋谷でつるんでいたという。
家相の研究家でもあり、本も出版している。

## 主な出演

### 映画
- 血と掟（1965年、松竹） - 安藤昇
- やさぐれの掟（1965年、松竹） - ヘンリー奥田
- 逃亡と掟（1965年、松竹） - 南洋一郎
- 望郷と掟（1966年、松竹） - 相良俊一
- 炎と掟（1966年、松竹） - 南条伸
- 男の顔は履歴書（1966年、松竹） - 雨宮修一
- 阿片台地 地獄部隊突撃せよ（1966年、松竹） - 宇留木少尉
- 男の顔は切り札（1966年、松竹） - 岩上
- 白昼の惨殺（1967年、松竹） - 時岡敬太
- 懲役十八年（1967年、東映） - 川田章 ※東映初出演作
- 侠客道（1967年、東映） - 伊吹剛
- 日本暗黒史 血の抗争 （1967年、東映） - 河上純一
- 続・組織暴力（1967年、東映） - 国崎健司
- ギャングの帝王（1967年、東映） - 新田健次
- 懲役十八年 仮出獄（1967年、東映） - 郡司信介
- 網走番外地 吹雪の斗争（1967年、東映） - 轟
- 日本暗黒史 情無用（1968年、東映） - 坂下健一
- 密告(たれこみ)（1968年、東映） - 相良守
- 日本暴力団 組長（1969年、東映） - 大場登
- やくざ非情史 刑務所兄弟（1969年、日活） - 岩本直治
- 組織暴力 兄弟盃（1969年、東映） - 大場健二
- やくざ非情史 血の盃（1969年、日活） - 緒形哲
- 昭和やくざ系図 長崎の顔（1969年、日活） - 小岩竜吉
- やくざ非情史 血の決着（1970年、日活） - 林田常吉
- 博徒外人部隊（1971年、東映） - 工藤昇
- 懲役太郎 まむしの兄弟（1971年、東映） - 早崎雄吉
- 新網走番外地 嵐を呼ぶ知床岬（1971年、東映） - 五代政雄
- まむしの兄弟 お礼参り（1971年、東映） - 二階堂剛
- 出所祝い（1971年、東宝） - 尾関軍次郎
- 関東テキヤ一家 浅草の代紋（1971年、東映） - 大月慎吾
- 新網走番外地 吹雪の大脱走（1971年、東映） - 久保
- ギャング対ギャング 赤と黒のブルース（1972年、東映） - 水森徹三
- 現代やくざ 人斬り与太（1972年、東映） -　矢頭組組長 矢頭俊介
- やくざと抗争（1972年、東映） - 爆弾マッチ
- 昭和残侠伝 破れ傘（1972年、東映） - 寺津力松
- やくざと抗争 実録安藤組（1973年、東映） - 矢頭昇
- 実録 私設銀座警察（1973年、東映） - 池谷三郎
- 現代任侠史（1973年、東映） - 栗田光男
- 実録安藤組 襲撃篇（1973年、東映） - 安藤昇
- 非情学園ワル ネリカン同期生（1974年、東映） - 東盟会会長
- 暴力街（1974年、東映） - 江川紘一
- 唐獅子警察（1974年、東映） - 栗原友雄
- 三代目襲名（1974年、東映） - 菅谷政雄
- あゝ決戦航空隊（1974年、東映） - 関根賢
- 無宿（1974年、東宝） - 斐川仙蔵
- 安藤組外伝 人斬り舎弟（1974年、東映） -　安藤昇
- 新仁義なき戦い（1974年、東映） - 海津卯之吉
- 仁義の墓場（1975年、東映） - 野津喜三郎
- 任侠外伝 玄界灘（1976年、ATG） - 近藤
- 安藤昇のわが逃亡とSEXの記録（1976年、東映） -　安藤昇
- やくざ残酷秘録・片腕切断（1976年、東映） - ナレーター
- 総長の首（1979年、東映） - 花森組組長 花森庄造
- 極道渡世の素敵な面々（1988年、東映） - 牧師
- 実録 新宿の顔2 新宿愚連隊物語（1997年、東映） - 特別出演
- 安藤組外伝 掟（2000年、T・P・O） - 大道寺会会長 大道寺崇政 （特別出演）
- 実録・安藤組外伝 餓狼の掟（2002年、東映ビデオ） - 安藤昇
- 渋谷物語（2005年、東映ビデオ） - 現在の安藤昇 役（特別出演）

### Vシネマ
- 疵 血の黙示録（1998年、東映ビデオ）
- 疵 血の黙示録2（1998年）
- 疵 血の黙示録3（1998年）
- 疵 血の黙示録4（1998年）
- 疵 血の鎮魂歌5（2001年）

### テレビドラマ
- 新三匹の侍（1970年7月6日 - 9月28日（全13話）、フジテレビ） - 流右近
- 大盗賊（フジテレビ）
  - 第6話「あの国を取れ！」（1974年8月10日）
- プレイガールQ（テレビ東京）
  - 第28話「仁義なき抗争」（1975年4月14日）- 市村一
  - 第35話「可愛いあばずれ」（1975年6月2日）- 島田聡介
  - 第41話「放送300回記念・東京エマニエル夫人」（1975年7月14日）- クラブ・エマニエルの客※友情出演、ノンクレジット
- 前略おふくろ様 第2シリーズ 第14話（1977年1月21日、日本テレビ） - 三村大三郎 （特別出演）

## フィルモグラフィ
- 掟シリーズ
  - 血と掟（1965年8月29日公開）原作
  - 逃亡と掟（1965年11月20日公開）原作・企画
  - 望郷と掟（1966年1月15日公開）企画
- やくざ非情史 刑務所兄弟（1969年7月26日公開）原案
- 実録安藤組シリーズ
  - やくざと抗争（1972年9月29日公開）原作
  - やくざと抗争 実録安藤組（1973年3月3日公開）原作
  - 実録安藤組 襲撃篇（1973年12月1日公開）原作
  - 安藤組外伝 人斬り舎弟（1974年）原作・企画
  - 安藤昇のわが逃亡とSEXの記録（1976年10月1日）
- やくざ残酷秘録・片腕切断（1976年、東映）企画・監督
- 疵（1988年）企画
- 恋子の毎日（1988年12月17日公開）プロデューサー
- ふうせん（1990年）企画
- 修羅場の人間学（1993年）企画
- 疵 血の黙示録 シリーズ（1998年・2001年）企画
- 安藤組外伝 群狼の系譜（1998年6月27日公開）原作
- 平成維新伝 群狼がゆく（2000年）監修
- 安藤組外伝 掟（2000年、T・P・O）原案・企画
- 実録・安藤組外伝 地獄道（2001年）監修
- 実録・安藤組外伝 餓狼の掟（2002年）企画 ※「疵」リメイク映画
- 実録・安藤昇侠道(アウトロー)伝 烈火（2002年）監修
- 渋谷物語（2005年、東映ビデオ）原作・企画

## 書籍

### 著書
- 激動 血ぬられた半生（1968年12月20日、双葉社）
  - 激動―血ぬられた半生 (双葉文庫) （1998年10月、双葉社　ISBN 9784575506600）文庫化
- 安藤昇極道一代 やくざと抗争〈餓狼篇〉（1972年1月、徳間書店）全3巻
- 安藤昇極道一代 やくざと抗争〈疾風篇〉（1972年6月、徳間書店）
- 安藤昇極道一代 やくざと抗争〈完結篇〉（1972年10月、徳間書店）
  - 安藤昇極道一代 やくざと抗争①〈餓狼篇〉（1985年、徳間書店、トクマドキュメントシリーズ） 全3巻
  - 安藤昇極道一代 やくざと抗争②〈疾風篇〉（1985年、徳間書店、トクマドキュメントシリーズ）
  - 安藤昇極道一代 やくざと抗争③〈完結篇〉（1985年、徳間書店、トクマドキュメントシリーズ）
    - やくざと抗争〈上〉 (徳間文庫) （1993年11月、徳間書店　ISBN 9784198900182）文庫化 全2巻
    - やくざと抗争〈下〉 (徳間文庫) （1993年11月、徳間書店　ISBN 9784198900199）文庫化
- やくざの譜〈風雲篇〉（1973年、徳間書店）全2巻
- やくざの譜〈激情篇〉（1973年、徳間書店）
  - やくざの譜(うた) 風雲篇 (双葉文庫) （1999年8月、双葉社　ISBN 9784575506860）文庫化 全2巻
  - やくざの譜(うた) 激情篇 (双葉文庫) （1999年10月、双葉社　ISBN 9784575506976）文庫化
- やくざの城（1976年、新国民社）
  - やくざの城 (双葉文庫) （1999年4月、双葉社　ISBN 9784575711318）文庫化
- 領土強奪 ドキュメント 北海の博徒たち（1978年8月、徳間書店）
- 東海の殺人拳（1982年8月、徳間書店　ISBN 9784198125820）
  - 野望 ケンカ空手「寛水流」宗家 水谷征夫の自伝的小説（1990年5月、双葉社　ISBN 9784575230611）
    - 喧嘩空手一代―東海の殺人拳 水谷征夫 (双葉文庫) （2000年4月、双葉社　ISBN 9784575507171）文庫化
- 群狼の系譜（1983年8月、竹書房）
- 女にモテたきゃ男を磨け―俺の男修業・女修業・人生修業（1988年3月、ごま書房　ISBN 4341014277）
  - 女にモテたきゃ男を磨け (双葉文庫) （2000年12月、双葉社　ISBN 9784575711813）文庫化
- あげまん入門―こんな女とは、すぐ別れろ!（1990年6月、ポケットブック社　ISBN 9784341140090）
- ファッショナブル渡世―吼えろ!男たちよ!（1991年10月、双葉社　ISBN 9784575281330）
- 桜咲くころに…―安藤組外伝 激流に生きる男 高橋昌幸の半生（1993年7月、双葉社　ISBN 4575231606）
  - 実録・安藤組外伝―激流に生きる男 高橋昌幸の半生 (双葉文庫) （2000年5月、双葉社　ISBN 9784575711400）文庫化
- 九門女相術―アソコで見抜く、ツキを呼ぶ女、奪う女（1993年9月、ごま書房　ISBN 9784341015916）
- 安藤流 五輪書（1995年6月、双葉社　ISBN 9784575284621）
  - 安藤流五輪書 (双葉文庫) （1999年1月、双葉社　ISBN 9784575711288）文庫化
- 男の色気―覚悟を決めた時から、男はいい顔になる（1997年11月、ごま書房　ISBN 978-4341171520）
- 裏社会の掟（1998年1月、ごま書房　ISBN 9784341018115）
- 自伝 安藤昇（2001年6月、ぶんか社　ISBN 9784821107346）
- 不埒三昧―わが下半身の昭和史（2001年7月、祥伝社　ISBN 9784396631956）
- 映画俳優 安藤昇（2002年5月、ワイズ出版　ISBN 9784898301340） - インタヴュー本
  - 映画俳優 安藤昇 (ワイズ出版映画文庫)（2015年6月、ワイズ出版　ISBN 9784898302897）文庫化
- 戯言(ざれごと)―人生のロスタイムに思う（2006年9月、竹書房　ISBN 9784812428795）
- 安藤昇 王者の煩悩（2008年7月、コアマガジン　ISBN 9784862524379）
- 人生を変える九門「家相」術（2009年9月、ベストセラーズ　ISBN 9784831401366）
- 男の覚悟（2009年10月11日、青志社　ISBN 9784903853710）
- 色事の品格―大人の男の粋な遊び方（2010年1月、ベストブック　ISBN 9784831401380）
- 安藤昇の戦後ヤクザ史 昭和風雲録（2012年1月、ベストブック　ISBN 9784831401496）
- 男の終い仕度（2012年8月21日、青志社　ISBN 9784905042556）
- 男讃歌（2014年4月25日、木耳社　ISBN 9784839391867）
- 男の品位（2015年12月17日、青志社　ISBN 9784865900194）
- 大人の男と女の色欲修行（2022年1月12日、さくら舎　 ISBN 978-4865813258）※デイリースポーツ紙に38回連載(1993年2月22日-4月16日)の単行本化。

### 劇画
- 餓狼一代 実録 安藤昇一代記 （1984年-1987年、竹書房　バンブーコミックス）全4巻　原作：安藤昇　劇画：中城健
  - 1（青春篇）（1984年12月　ISBN 9784884754440）
  - 2（怒濤篇）（1985年9月　ISBN 9784884754457）
  - 3（激闘篇）（1986年7月　ISBN 9784884754464）
  - 4（完結篇）（1987年1月　ISBN 9784884754471）
    - 餓狼一代 実録 安藤昇一代記 (宙コミック文庫) （2007年、宙出版　漢(おとこ)文庫シリーズ）文庫化 全2巻
      - 1（青春篇・怒濤篇）（2007年1月　ISBN 9784776793243）
      - 2（激闘篇・完結篇）（2007年3月　ISBN 9784776793496）
- ブヤ 実録・安藤組 （1992年-1994年、双葉社　アクションコミックス）全8巻　原作：安藤昇　構成：向谷匡史　劇画：神田たけ志
- 餓狼の系譜―実録・安藤組 （2001年-2002年、竹書房　バンブーコミックス）全8巻　原作：安藤昇　脚本：向谷匡史　画：神田たけ志
  - 1（2001年11月　ISBN 9784812455906）
  - 2（2001年12月　ISBN 9784812456064）
  - 3（2002年1月　ISBN 9784812456101）
  - 4（2002年2月　ISBN 9784812456200）
  - 5（2002年3月　ISBN 9784812456293）
  - 6（2002年4月　ISBN 9784812456408）
  - 7（2002年5月　ISBN 9784812456521）
  - 8（2002年6月　ISBN 9784812456620）最終巻

### 関連書籍
- 大下英治著『激闘! 闇の帝王 安藤昇』（2016年5月10日、さくら舎） ISBN 978-4865810530
- 向谷匡史著『安藤昇 90歳の遺言』（2016年5月31日、徳間書店）[46] ISBN 978-4198641580
  - 向谷匡史著『安藤昇 90歳の遺言』（2017年12月1日、徳間文庫）文庫化 ISBN 978-4198942922
- 向谷匡史著『安藤昇 続 90歳の遺言』（2016年11月26日、徳間書店）[46] ISBN 978-4198649111
- 石原慎太郎著『あるヤクザの生涯 安藤昇伝』（2021年5月12日、幻冬舎）ISBN 978-4344037250
  - 石原慎太郎著『ある漢の生涯 安藤昇伝』(幻冬舎文庫)（2022年4月13日）文庫化 ISBN 978-4344431959
- 大下英治著『安藤昇 俠気と弾丸の全生涯』（2021年8月11日、さくら舎） ISBN 978-4865813081
- 向谷匡史著『安藤昇と花形敬』（2021年10月15日、青志社）

## 歌

### EP
|    | リリース | タイトル（A面）        | B面                  | レーベル   | 品番   |
| -- | -------- | ---------------------- | -------------------- | ---------- | ------ |
| 1  | 1965年   | 新宿無情               | 夜の花               | ビクター   | SV-318 |
| 2  | 1966年   | 東京の灯               | 逃亡のブルース       | ビクター   | SV-347 |
| 3  | 1967年   | 男の顔                 | 情知らない冷い男     | ビクター   | SV-530 |
| 4  | 1970年   | はぐれ町               | 男がひとりでうたう歌 | キャニオン | CA-13  |
| 5  | 1971年   | 男が死んで行く時に     | ふうこ               | キャニオン | CA-34  |
| 6  | 1971年   | さすらい彼岸花         | 明日に生きる         | キャニオン | A-87   |
| 7  | 1972年   | さすらいの詩           | さい果ての港         | キャニオン | A-142  |
| 8  | 1973年   | 血と命                 | 明日はない           | キャニオン | A-157  |
| 9  | 1973年   | 盛り場二十年           | 由紀                 | キャニオン | A-170  |
| 10 | 1974年   | 男が死んで行く時に     | 由紀                 | キャニオン | A-214  |
| 11 | 1975年   | 白蓮の花               | 北の慕情             | キャニオン | A-277  |
| 12 | 1976年   | 黒犬                   | 夢は俺の回り燈籠     | キャニオン | C-5    |
| 13 | 1977年   | 港祭り                 | 地獄門               | キャニオン | C-60   |
| 14 | 1978年   | 愛すべき悪い奴への挽歌 | 都会で歌う子守狽     | キャニオン | C-105  |

### LP
|   | リリース | タイトル                  | 収録曲 | レーベル   | 品番     |
| - | -------- | ------------------------- | --- | ---------- | -------- |
| 1 | 1970年   | 男の哀歌                  | A面 1. 網走番外地 2. 東京流れもの 3. 裏町人生 4. 男なら 5. 夢は夜ひらく 6. 男が死んで行く時に B面 1. はぐれ町 2. 男の夜曲 3. 星が云ったよ 4. 男泣きのブルース 5. ふうこ 6. 男がひとりでうたう歌                                           | キャニオン | CAL-1008 |
| 2 | 1971年   | さすらい彼岸花            | A面 1. さすらい彼岸花 2. 山谷ブルース 3. あいつ 4. 忘れるものか 5. 黒い花びら 6. ひとり寝の子守唄 B面 1. いつかどこかで 2. 遊び人ブルース 3. 粋な別れ 4. 関東ブルース 5. 京都の夜 6. 明日に生きる                                         | キャニオン | C-1040   |
| 3 | 1972年   | 旅笠道中・影を慕いて      | A面 1. 旅笠道中 2. 名月赤城山 3. 野崎小唄 4. 妻恋道中 5. むらさき小唄 6. 鴛鴦道中 B面 1. 影を慕いて 2. 裏町人生 3. 流転 4. 上海の街角で 5. 旅のつばくろ 6. 人生の並木路                                                                   | キャニオン | C-1052   |
| 4 | 1973年   | 盛り場二十年 安藤昇の世界 | A面 1. 盛り場二十年 2. 血と命 3. さすらいの詩 4. さい果ての港 5. 明日はない 6. 男が死んで行く時に B面 1. 傷だらけの街 2. 由紀 3. 男が告げる子守唄 4. 香港ブルース 5. 男の街 6. 男が燃えたあとは                                           | キャニオン | C-3025   |
| 5 | 1974年   | 船頭小唄                  | A面 1. 船頭小唄 2. すみだ川 3. 明治一代女 4. 大利根月夜 5. 湯島の白梅 6. 雨に咲く花 B面 1. ゴンドラの唄 2. 旅姿三人男 3. 小判鮫の唄 4. 忠治子守唄 5. 君恋し 6. 国境の町                                                                   | キャニオン | C-3041   |
| 6 | 1976年   | 軍歌で綴る太平洋戦史      | 企画・構成・ナレーション 安藤昇 A面 1. 軍人勅諭 2. 軍艦行進曲 3. 月月火水木金金 4. 燃ゆる大空 5. ラバウル小唄 6. 空の神兵 7. 同期の桜 B面 1. 戦友 2. 加藤隼戦闘隊 3. 麦と兵隊 4. 戦友の遺骨を抱いて 5. 敵は幾万 6. 愛国行進曲 7. 海行かば | キャニオン | AF-6006  |
| 7 | 1977年   | 男のひとりごと            | A面 1. 港祭り 2. 別れひとこと 3. 夕日と旅人 4. はぐれブルース 5. 女と煙草 6. 地獄門 B面 1. さすらい彼岸花 2. 男が燃えたあとは 3. 黒犬 4. 遊び人ブルース 5. 男が告げる子守唄 6. 男が死んで行く時に                                         | キャニオン | AF-6019  |

オムニバスLP
- 日本侠客伝 〜勢揃い　鶴田、橋、藤、安藤、冠〜 （1972年、ビクター　SJV-582）
鶴田浩二、橋幸夫、藤純子、安藤昇、冠二郎、村岡実(尺八)が参加。
安藤昇は「新宿無情」「夜の花」を収録。

### カセットテープ
- 安藤昇 男の詩 （16曲入り）
- 安藤昇 網走番外地　北帰行 （16曲入り）
- 安藤昇 マイベスト20 （20曲入り）

### 8トラックカセットテープ
- 実録 安藤昇 （ケイブンシャ 16ET-2801）

### CD
オムニバス
- 幻の名盤解放歌集 ポニーキャニオン編　男が死んで行く時に （1994年3月25日、ポニーキャニオン　PCD-1522）
「男が死んで行く時に」「港祭り」「さすらい彼岸花」「血と命」「明日はない」「盛り場二十年」「黒犬」を収録。

- 銀幕物語 ムービー歌謡コレクション 1955-70 （2010年5月31日、ビクターエンタテインメント　VFC-1002）
Disc4 1964-66に「東京の灯」「逃亡のブルース」を収録。

### 主題歌
歌：安藤昇
| 曲名           | 主題歌                                                      |
| -------------- | ----------------------------------------------------------- |
| 新宿無情       | 映画『やさぐれの掟』主題歌（作詞・作曲：安藤昇）            |
| 逃亡のブルース | 映画『逃亡と掟』主題歌（作詞：安藤昇）                      |
| 東京の灯り     | 映画『望郷と掟』主題歌（作詞・作曲：安藤昇）                |
| 男の顔         | 映画『男の顔は切り札』主題歌（作詞：マキノ雅弘監督）        |
| 血と命         | 映画『やくざと抗争 実録安藤組』主題歌（作詞：佐藤純彌監督） |
| 黒犬           | 映画『任侠外伝 玄界灘』主題歌（作詞：唐十郎監督）           |